# José Henriques Totta
José Henriques Totta (Lisboa, 17 de Janeiro de 1849 - Sintra, 5 de Maio de 1928) foi um banqueiro e capitalista português.

## Biografia
Filho de Francisco Henriques Totta (Lisboa, Anjos, 14 de Abril de 1821 - ?), de origem Judaica Sefardita, e de sua mulher Maria Angélica de Oliveira (Lisboa, Sé, 4 de Setembro de 1818 - ?).
De família de proprietários e da principalidade de Vinhais, entrou muito novo para a vida comercial, empregando-se como Cobrador da Casa Bancária Francisco Chamiço, onde rapidamente conquistou uma posição de confiança.
Quando o Banqueiro Francisco Chamiço se retirou dos negócios, passou-lhe a Casa Bancária, que, sob a sua Direcção, atingiu grande prosperidade, gozando, na Praça de Lisboa, dum crédito ilimitado, e distinguindo-se pelo auxílio que prestou ao pequeno comércio da capital.
A Casa Bancária José Henriques Totta deu origem ao Banco Totta, o qual se fundiu com o Banco dos Açores e deu origem, em 1906, ao Banco Totta & Açores, em sede edificada na Rua do Ouro pelo Arquitecto Miguel Ventura Terra.
Muito antes da sua morte, abandonou a actividade bancária, transmitindo a sua Casa Bancária, sem quaisquer encargos, a três dos seus empregados. Um deles, que a geriu, foi D. Manuel de Melo, cujo genro, António Champalimaud, se socorreu dos seus empréstimos, e com a proteção do regime de Salazar, para adquirir a Cimentos Tejo e a Companhia de Carvões e Cimentos do Cabo Mondego.
Mais tarde, a 31 de Janeiro de 1930, inaugurou-se o prolongamento da linha dos Elétricos de Sintra da Praia das Maçãs até às Azenhas do Mar (1915 m), por iniciativa de moradores desta localidade — entre os quais se destacou o banqueiro José Henriques Totta.
Casou com Matilde Rosa de Albuquerque, com geração.